# Trattato di Roma (1941)
Il trattato di Roma fu firmato il 18 maggio 1941 tra l'Italia ed il neo costituito Stato Indipendente di Croazia per la fissazione dei confini tra i due Stati e confermò la spartizione della Slovenia tra l'Italia e la Germania e l'appartenenza politica all'Italia della Dalmazia.

## L'attacco alla Jugoslavia
Il 6 aprile del 1941 l'Italia e la Germania attaccarono la Jugoslavia, allo scopo di reprimere il colpo di Stato che il 25 marzo precedente aveva consegnato il potere ad una giunta militare filo-inglese e filo-sovietica. Tuttavia, già nel gennaio del 1940, erano iniziati colloqui tra il ministro degli esteri italiano, Galeazzo Ciano e Ante Pavelić, capo del movimento indipendentista croato per progettare piani di insurrezione che legittimassero un intervento italiano. Infatti, il 10 aprile 1941, mentre era ancora in corso l'attacco italo–tedesco, Pavelić proclamò lo Stato Indipendente di Croazia e se ne pose alla guida.
Il 17 aprile 1941, il comando militare jugoslavo firmò la resa incondizionata che sarebbe entrata in vigore il giorno dopo. Tuttavia alcune frange monarchico-nazionaliste di etnia serba dell'esercito jugoslavo e, soprattutto, i partigiani comunisti guidati da Josip Broz Tito, di etnia croata, proseguirono la resistenza nelle zone montuose del paese.
Le potenze dell'Asse procedettero senza indugio alla demarcazione territoriale per stabilire il nuovo assetto dei Balcani. Il confine della Dalmazia divenne uno degli argomenti principali che i ministri degli esteri tedesco e italiano, Joachim von Ribbentrop e Galeazzo Ciano, affrontarono nei colloqui di Vienna del 21 e 22 aprile.
     Aree assegnate all'Italia: l'area costituente la provincia di Lubiana, l'area accorpata alla provincia di Fiume e le aree costituenti il Governatorato di Dalmazia
     Stato Indipendente di Croazia
     Area occupate dalla Germania nazista
     Aree occupate dal Regno d'Ungheria

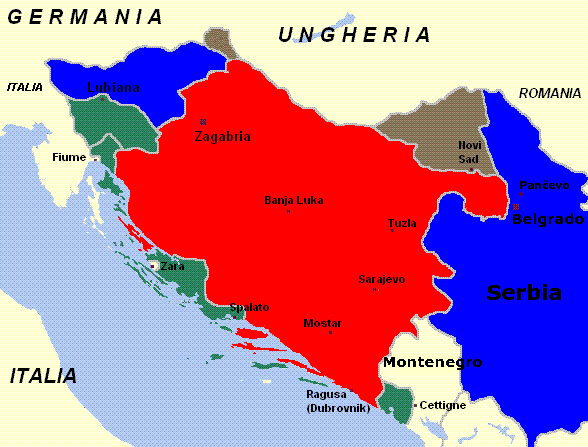
Divisione della Jugoslavia dopo la sua invasione da parte delle Potenze dell'Asse.
Aree assegnate all'Italia: l'area costituente la provincia di Lubiana, l'area accorpata alla provincia di Fiume e le aree costituenti il Governatorato di Dalmazia
Stato Indipendente di Croazia
Area occupate dalla Germania nazista
Aree occupate dal Regno d'Ungheria

Dopo qualche tentennamento da parte di von Ribbentrop – che era favorevole alla cessione della maggior parte della Dalmazia alla Croazia – l'Italia fu lasciata libera di condurre trattative dirette con il governo croato, presieduto da Pavelić.
Nel corso di una serie di incontri e trattative, si giunse alla stipula del trattato di Roma, il 18 maggio 1941. L'Italia, oltre ad alcuni territori della Slovenia, acquisiva la Dalmazia settentrionale con la città di Spalato, le Bocche di Cattaro e la maggior parte delle isole. Alla Croazia restavano la Dalmazia meridionale con Ragusa e le isole di Pago, Brazza e Lesina.

## Nullità del trattato
La Seconda guerra mondiale segnò un profondo mutamento nel diritto internazionale in tema di mutamento dei confini. Se prima del conflitto era da sempre applicato il principio secondo cui in seguito alla debellatio di uno Stato, ossia la sua totale occupazione, le potenze vincitrici potessero legittimamente spartirsene il territorio, nel corso della guerra le potenze occidentali, in particolare gli Stati Uniti, si fecero portatori del nuovo concetto del divieto dell'uso della forza per ottenere vantaggi territoriali. Manifestazione di questa nuova epoca, che troverà poi esplicitazione nella Carta delle Nazioni Unite, fu la creazione dei governi in esilio, e compromesso rispetto al vecchio ordine fu la richiesta di una forma di resistenza sul territorio, onde dimostrare la non completa autorità degli occupanti.
La resistenza jugoslava, che si costituì in Armata Popolare di liberazione della Jugoslavia comandata dal maresciallo Josip Broz Tito, continuò fortemente a combattere i nazi-fascisti (in realtà iniziando soltanto nella piena estate del 1941), arrivando nel 1943 a proclamare la ricostituzione della Jugoslavia su basi repubblicane. La conferenza di Parigi, conseguente agli esiti finali della Seconda guerra mondiale, convenne che poteva dunque considerarsi vigente un ininterrotto stato di guerra tra Italia e Jugoslavia iniziato il 6 aprile 1941, e che non si dovesse tener conto degli eventuali accordi sottoscritti dalle potenze dell'Asse col dissolto governo fantoccio della Croazia. Con la sottoscrizione del Trattato di Parigi del 1947, i due Stati provvidero definitivamente a porre fine a tale stato di guerra, dando implicitamente atto della nullità del Trattato di Roma del 18 maggio 1941 in quanto concluso con un'autorità, quella ustascia, considerata non legittima.